# Frankenwall 24 d (Stralsund)
Das Gebäude mit der postalischen Adresse Frankenwall 24 d in Stralsund ist ein denkmalgeschütztes Bauwerk in der Straße Frankenwall.
Der zweigeschossige Fachwerkbau mit Walmdach stammt aus dem 18. Jahrhundert. Es steht im ehemaligen Verlauf der Stralsunder Stadtmauer.
Das Haus im Kerngebiet des von der UNESCO als Weltkulturerbe anerkannten Stadtgebietes des Kulturgutes „Historische Altstädte Stralsund und Wismar“ ist in die Liste der Baudenkmale in Stralsund eingetragen.